# پیر میشون
پیر میشون (به فرانسوی: Pierre Michon) نویسنده قرن بیستم میلادی اهل فرانسه است.